# Go Daddy
Go Daddy — один из крупнейших регистраторов доменных имён, а также хостинговая компания
GoDaddy Group поддерживает около 60 миллионов доменных имён в крупнейших доменных зонах первого уровня, включая COM, ORG, NET, BIZ, INFO., RU.

## Скандал с необоснованным закрытием доменов
Согласно официальному пресс-релизу компании Majordomo 14 июня 2006 года компания GoDaddy приостановила работу 1399 зарегистрированных доменов Majordomo по необоснованному обвинению в спаме. За разблокировку доменов компания просила 199$ за каждый домен.
Согласно информации сайта https://web.archive.org/web/20110627205958/http://nodaddy.com/ (закрытому по инициативе GoDaddy) достаточно большое количество пользователей пострадало от политики компании GoDaddy закрывать домен по непроверенной жалобе, предлагая разблокировку за определённую сумму.
Также было создано сообщество пострадавших от GoDaddy пользователей — https://web.archive.org/web/20130428083454/http://gohelldaddy.com/. На данный момент домен припаркован.
GoDaddy в нынешнее время имеет отрицательную репутацию в интернете. На различных веб-сайтах можно найти огромное количество отрицательных отзывов, таких, как компания блокирует аккаунты через несколько дней после регистрации домена, отбирают домены и возвращают деньги, требуют фото паспорта и банковских карточек.

## Продажа доли компании инвестиционным фондам
1 июля 2011 года компания объявила о привлечении инвестиций путём частичной продажи инвест-фондам KKR & Co, Technology Crossover Ventures, Silver Lake Partners. Сумма сделки не оглашалась, однако эксперты утверждают, что речь идет о сумме порядка 2 млрд долларов. До совершения сделки 78 % компании контролировал её основатель Боб Парсонс, остальным через опционы владели топ-менеджеры и некоторые служащие компании. Предполагается, что инвестиционные фонды не только произведут денежные вливания в компанию, но и поделятся опытом работы на внешних рынках, а также помогут провести модернизацию технической составляющей.

## Поддержка SOPA
В 2011 году компания в числе ряда других организаций открыто поддержала законопроект Stop Online Piracy Act (SOPA), вызвавший широкое протестное движение. В результате предложенного бойкота услуг компании, что должно было побудить её отказаться от поддержки SOPA, GoDaddy понесла значительные потери, потеряв менее чем за неделю более 72 000 доменов. В частности, Фонд Викимедиа принял решение о смене провайдера услуг делегирования своих доменов; о соответствующем решении в своём твиттере объявил Джимми Уэйлс. 23 декабря топ-менеджмент GoDaddy объявил, что «больше не поддерживает законопроект SOPA», сменив вскоре это заявление на «GoDaddy ПРОТИВ SOPA».

## Уход с российского рынка
В декабре 2023 года компания разослала официальное письмо клиентам, находящимся на территории России. В нем она уведомила их о предстоящем удалении аккаунтов и связанных с ними продуктов после 31 декабря 2023 года. Пользователям предложили сохранить данные и перенести их к новому провайдеру до 31 декабря 2023 года, чтобы сохранить купленные домены.